# Ivana Curčić
Ivana Curčić (ur. 15 stycznia 1982 roku w Belgradzie) – serbska siatkarka, występująca na pozycji atakującej. Obecnie gra we francuskiej Pro A, w drużynie Pays d'Aix Venelles.

## Sukcesy
- Mistrzostwo Serbii:  (2002, 2003)
- Puchar Challenge:  (2008)